# Championnat de Belgique de football de deuxième division 1999-2000
Navigation
Saison précédente Saison suivante
Le Championnat de Belgique de football de Division 2 1999-2000 est la 83e édition du championnat de deuxième niveau national en Belgique. Il oppose 18 équipes, qui s'affrontent deux fois chacune en matches aller-retour. Au terme de la saison, le champion est promu en Division 1 pour la prochaine saison. Il est accompagné par le vainqueur du tour final, qui met aux prises les trois vainqueurs de tranches, accompagnés de l'équipe la mieux classée au classement final, voire par d'autres équipes si le champion remporte une tranche, ou qu'une même équipe en remporte deux.
Le titre revient à l'Antwerp, le plus ancien club du pays, qui retrouve la Division 1 après deux ans en deuxième division. Il l'emporte très largement, avec une avance de 19 points sur le deuxième, le KV Ostende, relégué de première division un an auparavant. Le club côtier participe au tour final en compagnie de La Louvière, Ingelmunster et Turnhout, pour décrocher la seconde place de montant. Ce mini-championnat est dominé par le club louviérois, qui aligne cinq victoires et un partage, et retrouve ainsi l'élite nationale 21 ans après son dernier passage.
L'autre relégué de Division 1, le KV Courtrai, connaît une saison difficile, et termine sur le fil en position de barragiste, dépassé à deux journées de la fin par Tilleur-Liège. Il s'incline en finale du tour final de Division 3, et subit ainsi une seconde relégation consécutive. Il est accompagné à l'échelon inférieur par Visé et Cappellen, respectivement avant-dernier et dernier, rapidement et largement distancés au classement.
Les promus, Ingelmunster, Hekelgem et Tirlemont assurent tous trois leur maintien. La performance la plus notable est à mettre à l'actif du club d'Ingelmunster, qui remporte une tranche du championnat, et parvient ainsi à décrocher une place pour le tour final. Il termine deuxième, impuissant face à l'armada louviéroise, et rate ainsi une seconde promotion consécutive.

## Clubs participants
Les matricules en gras indiquent les clubs qui existent toujours en 2012, les autres ont disparu.
| Nom                              | Mat. | Ville                | Saison passée | En D2 depuis | Saison en D2 | Entraîneur(s)  |
| -------------------------------- | ---- | -------------------- | ------------- | ------------ | ------------ | -------------- |
| R. Antwerp FC                    | 1    | Anvers               | D2: 2e        | 1998-1999    | 4e           | ?              |
| Cercle Bruges KSV                | 12   | Bruges               | D2: 9e        | 1997-1998    | 20e          | ?              |
| R. Cappellen FC                  | 43   | Kapellen             | D2: 9e        | 1995-1996    | 12e          | ?              |
| KV Courtrai                      | 19   | Courtrai             | D1: 17e       | 1999-2000    | 41e          | ?              |
| KMSK Deinze                      | 818  | Deinze               | D2: 16e       | 1993-1994    | 7e           | ?              |
| FC Denderleeuw                   | 5647 | Denderleeuw          | D2: 8e        | 1996-1997    | 4e           | ?              |
| KFC Dessel Sport                 | 606  | Dessel               | D2: 13e       | 1997-1998    | 3e           | ?              |
| FC Eendracht Hekelgem            | 6826 | Hekelgem             | D3A: 3e       | 1999-2000    | 1re          | ?              |
| KSV Ingelmunster                 | 1574 | Ingelmunster         | D3A: 1er      | 1999-2000    | 1re          | ?              |
| R. AA Louviéroise                | 93   | La Louvière          | D2: 4e        | 1994-1995    | 16e          | ?              |
| Maasland Maasmechelen            | 3434 | Maasmechelen         | D2: 12e       | 1994-1995    | 30e          | ?              |
| Racing White Daring de Molenbeek | 47   | Molenbeek-Saint-Jean | D2: 7e        | 1998-1999    | 32e          | Daniel Renders |
| KV Ostende                       | 31   | Ostende              | D1: 18e       | 1999-2000    | 13e          | ?              |
| KSV Roulers                      | 134  | Roulers              | D2: 6e        | 1998-1999    | 7e           | ?              |
| R. Tilleur FC Liégeois           | 4    | Liège                | D2: 14e       | 1996-1997    | 23e          | ?              |
| KVK Tirlemont                    | 132  | Tirlemont            | D3B: 1er      | 1999-2000    | 25e          | ?              |
| KFC Turnhout                     | 148  | Turnhout             | D2: 5e        | 1995-1996    | 44e          | ?              |
| RCS Visé                         | 148  | Visé                 | D2: 10e       | 1998-1999    | 2e           | ?              |

## Championnat

### Classement final
| Rang | Équipe                 | Pts | J  | G  | N  | P  | Bp | Bc | Diff |
| ---- | ---------------------- | --- | -- | -- | -- | -- | -- | -- | ---- |
| 1    | R. Antwerp FC          | 80  | 34 | 24 | 8  | 2  | 84 | 29 | +55  |
| 2    | KV Ostende             | 61  | 34 | 17 | 10 | 7  | 50 | 30 | +20  |
| 3    | R. AA Louviéroise      | 60  | 34 | 18 | 6  | 10 | 58 | 29 | +29  |
| 4    | KFC Turnhout           | 56  | 34 | 17 | 5  | 12 | 64 | 46 | +18  |
| 5    | RWD Molenbeek          | 55  | 34 | 15 | 10 | 9  | 50 | 38 | +12  |
| 6    | KSV Ingelmunster       | 54  | 34 | 16 | 6  | 12 | 65 | 47 | +18  |
| 7    | KFC Dessel Sport       | 54  | 34 | 16 | 6  | 12 | 43 | 48 | -5   |
| 8    | Cercle Bruges KSV      | 54  | 34 | 14 | 12 | 8  | 54 | 36 | +18  |
| 9    | KFC Denderleeuw        | 51  | 34 | 14 | 9  | 11 | 43 | 41 | +2   |
| 10   | Maasland Maasmechelen  | 50  | 34 | 13 | 11 | 10 | 53 | 55 | -2   |
| 11   | KMSK Deinze            | 43  | 34 | 12 | 7  | 15 | 46 | 42 | +4   |
| 12   | FC Eendracht Hekelgem  | 40  | 34 | 12 | 4  | 18 | 36 | 60 | -24  |
| 13   | KVK Tirlemont          | 40  | 34 | 11 | 7  | 16 | 35 | 52 | -17  |
| 14   | KSV Roulers            | 39  | 34 | 11 | 6  | 17 | 50 | 58 | -8   |
| 15   | R. Tilleur FC Liégeois | 38  | 34 | 9  | 12 | 13 | 43 | 54 | -11  |
| 16   | KV Courtrai            | 38  | 34 | 11 | 5  | 18 | 52 | 79 | -27  |
| 17   | RCS Visé               | 22  | 34 | 5  | 7  | 22 | 46 | 73 | -27  |
| 18   | R. Cappellen FC        | 12  | 34 | 1  | 9  | 24 | 22 | 77 | -55  |

## Tour final

### Classement final et résultats
| Rang | Équipe            | Pts | J | G | N | P | Bp | Bc | Diff |
| ---- | ----------------- | --- | - | - | - | - | -- | -- | ---- |
| 1    | R. AA Louviéroise | 16  | 6 | 5 | 1 | 0 | 12 | 3  | +9   |
| 2    | KSV Ingelmunster  | 10  | 6 | 3 | 1 | 2 | 16 | 8  | +8   |
| 3    | KV Ostende        | 6   | 6 | 1 | 3 | 2 | 7  | 12 | -5   |
| 4    | KFC Turnhout      | 1   | 6 | 0 | 1 | 5 | 3  | 12 | -9   |

## Bilan de la saison
| Résultat                         | Club                                                                                                |
| -------------------------------- | --------------------------------------------------------------------------------------------------- |
| Champion                         | R. Antwerp FC                                                                                       |
| Vainqueur du tour final          | R. AA Louviéroise                                                                                   |
| Relégués                         | KV Courtrai RCS Visé R. Cappellen FC                                                                |
| Relégués de Division 1 1999-2000 | KFC Lommelse SK KFC Verbroedering Geel                                                              |
| Promus de Division 3 1999-2000   | KFC Strombeek (champion D3A) RAEC Mons (champion D3B) K Heusden-Zolder SK (vainqueur du tour final) |
| Meilleur buteur                  | Patrick Goots (R. Antwerp FC)                                                                       |

### Sources et liens externes
- (en) Belgium - Final Tables 1895-2008, sur RSSSF
- (nl) Classement de la Division 2 1999-2000, sur BSDB